# Faneuil Hall

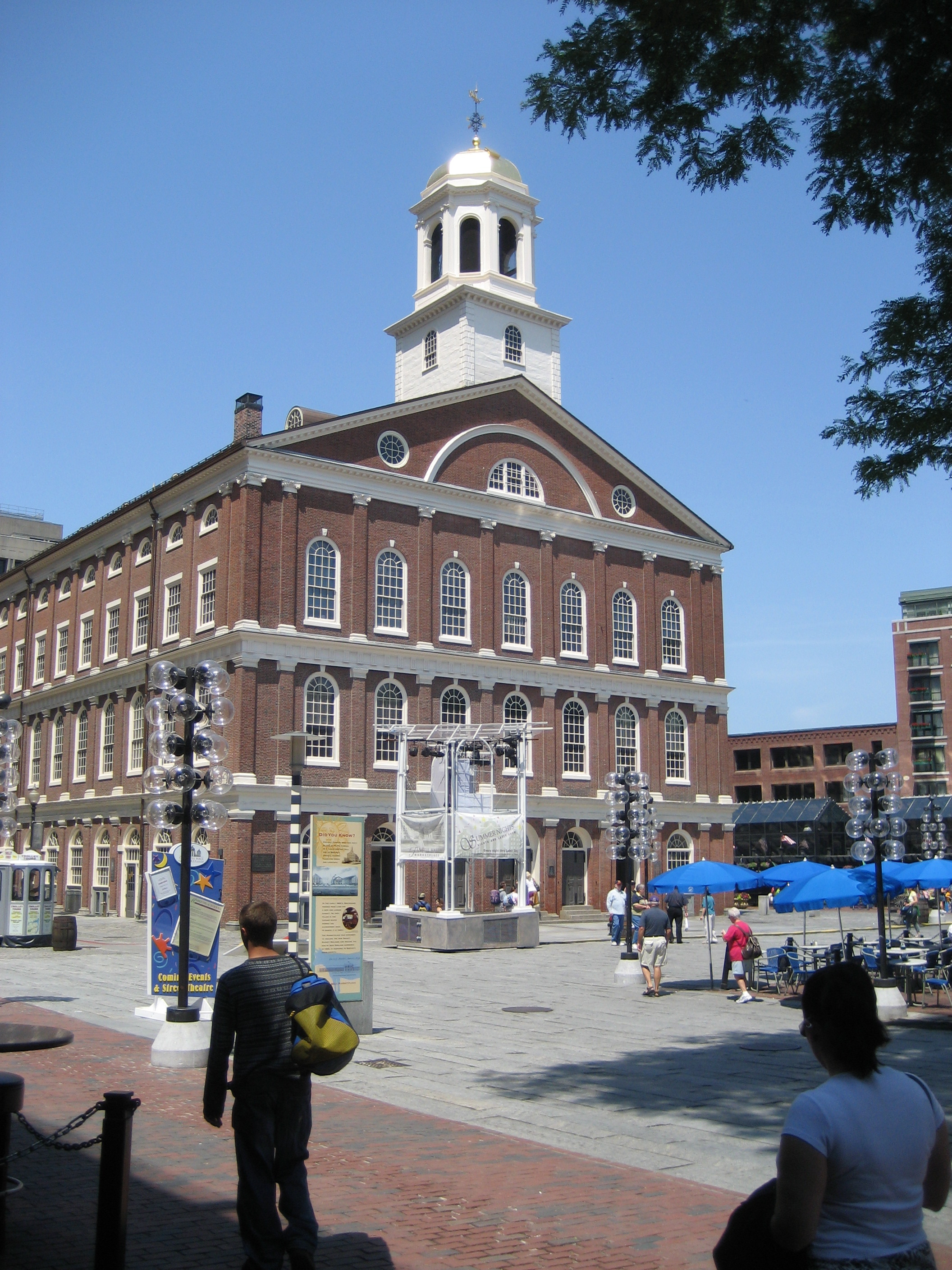
Faneuil Hall

Faneuil Hall is een beroemde markthal in Boston, in de Amerikaanse staat Massachusetts, en vervult die functie al sinds 1742. Op deze locatie werden verschillende historische toespraken voor de Amerikaanse onafhankelijkheid gehouden, onder anderen door Samuel Adams en James Otis. Op heden is Faneuil Hall een onderdeel van het Boston National Historical Park en een van de plaatsen langs het Freedom Trail. De plaats wordt soms "de wieg van de vrijheid" genoemd.

## Geschiedenis
Faneuil Hall werd in 1742 door de rijke koopman Peter Faneuil aan de stad geschonken en heeft altijd als een markt- en ontmoetingsplaats gefungeerd. John Smibert ontwierp en bouwde Faneuil Hall in 1740-1742 in landelijk Engelse stijl. 
Het oorspronkelijke gebouw brandde af in 1761, maar werd het jaar daarna herbouwd. In 1805 breidde de Amerikaanse architect Charles Bulfinch Faneuil Hall sterk uit, zowel in de hoogte als in de breedte. In 1898-1899 werd de markthal volledig opnieuw gebouwd, deze keer uit brandveilige materialen. 
In 1960 werd het gebouw aangeduid als National Historic Landmark. Enige jaren later werd het toegevoegd aan de National Register of Historic Places. In 1979 en 1992 werden renovaties uitgevoerd.

## Foto's

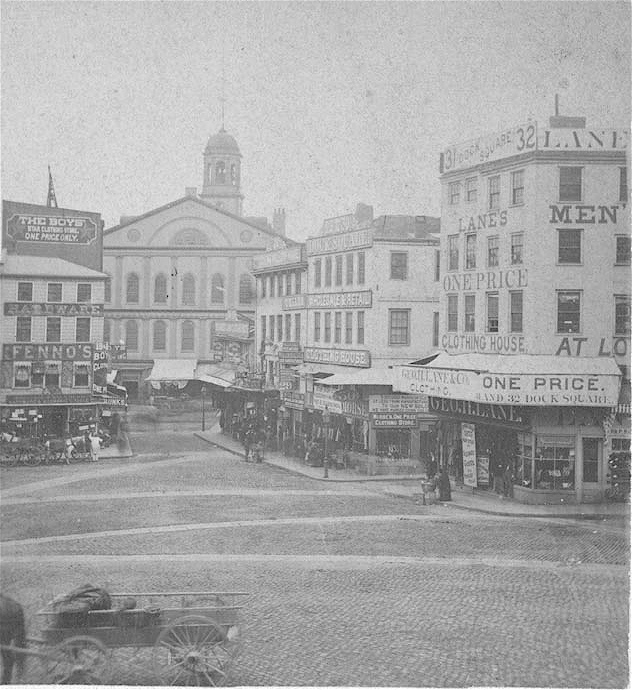
Faneuil Hall in de negentiende eeuw
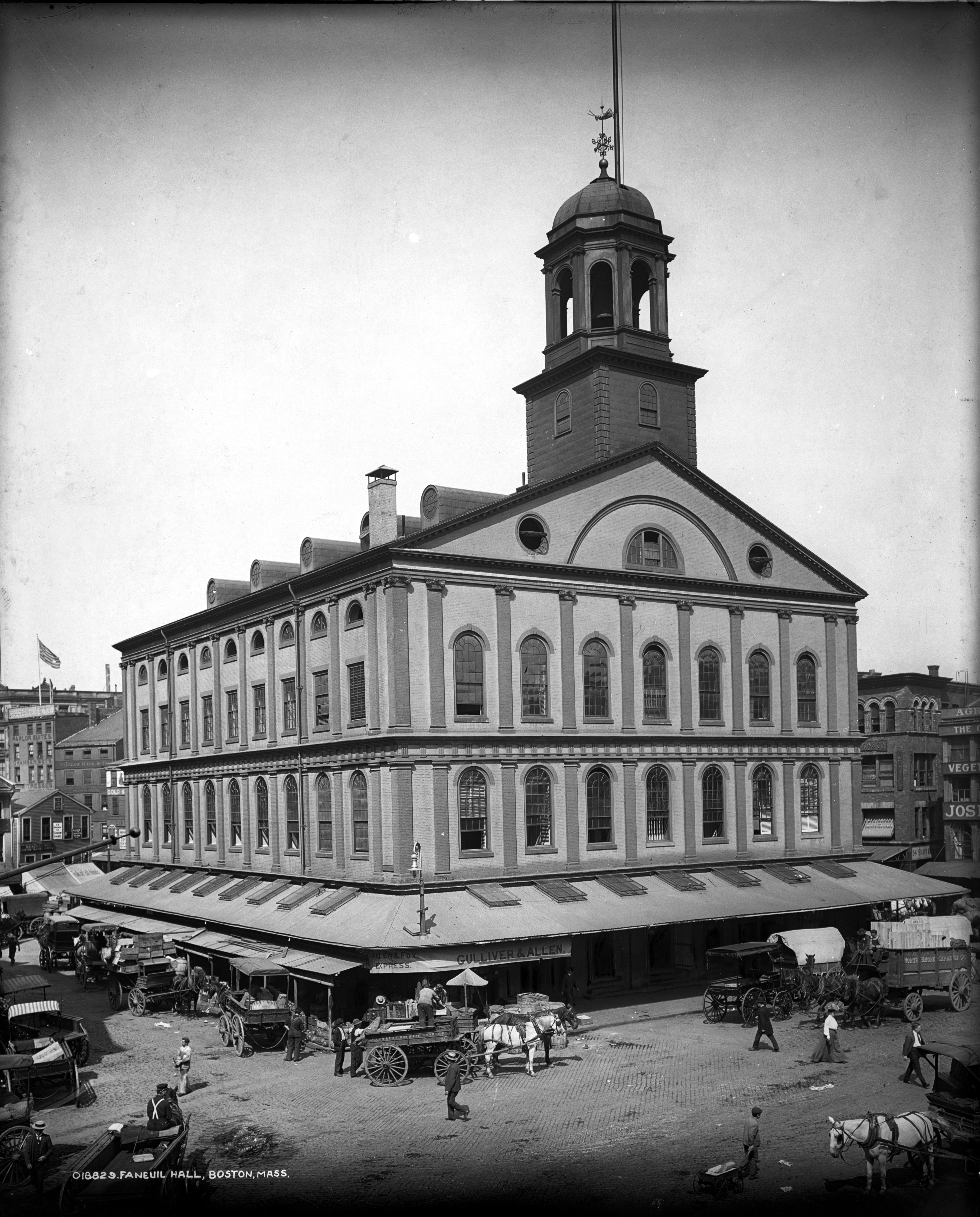
Foto uit 1903
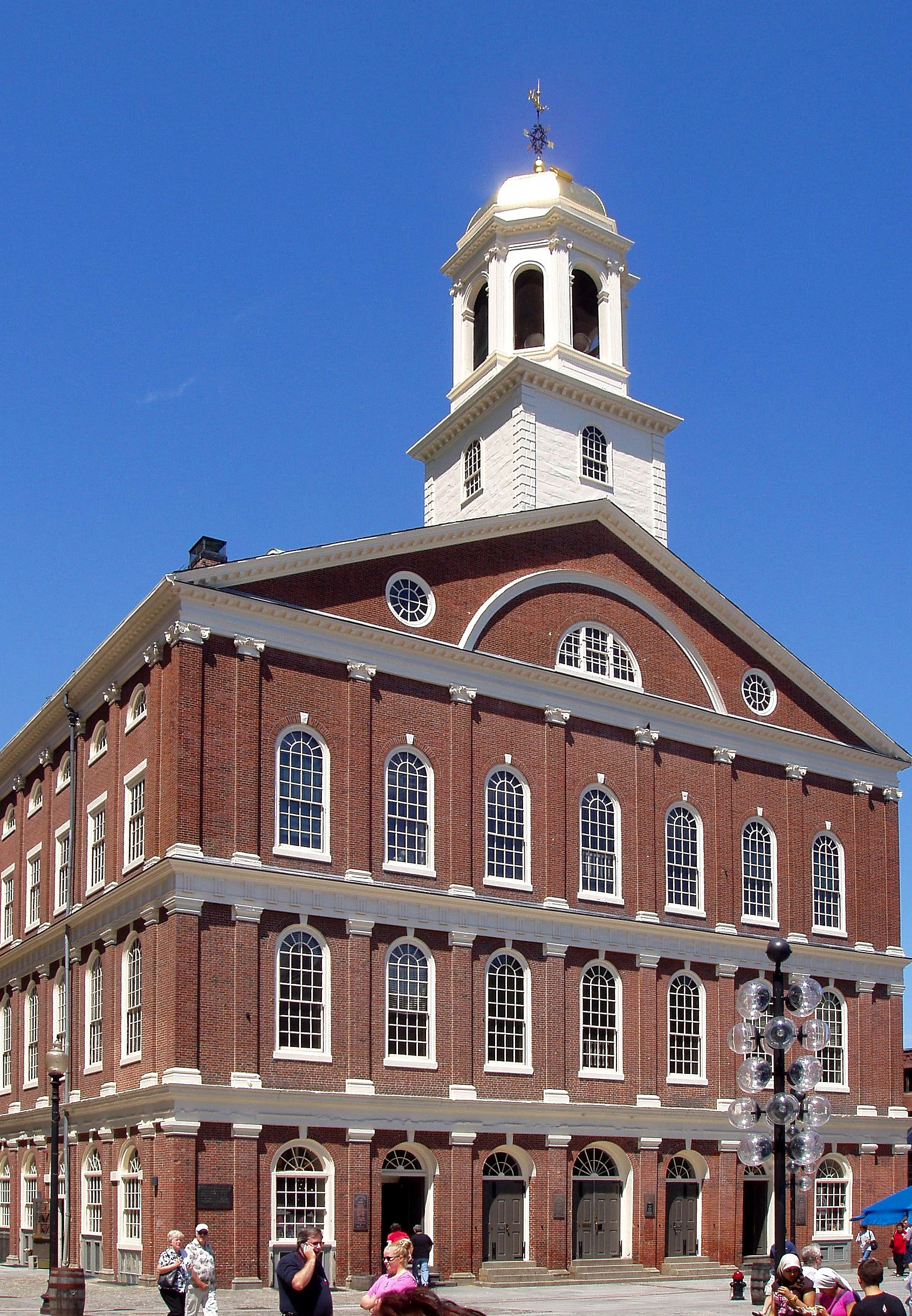
De façade zoals ze er nu uitziet
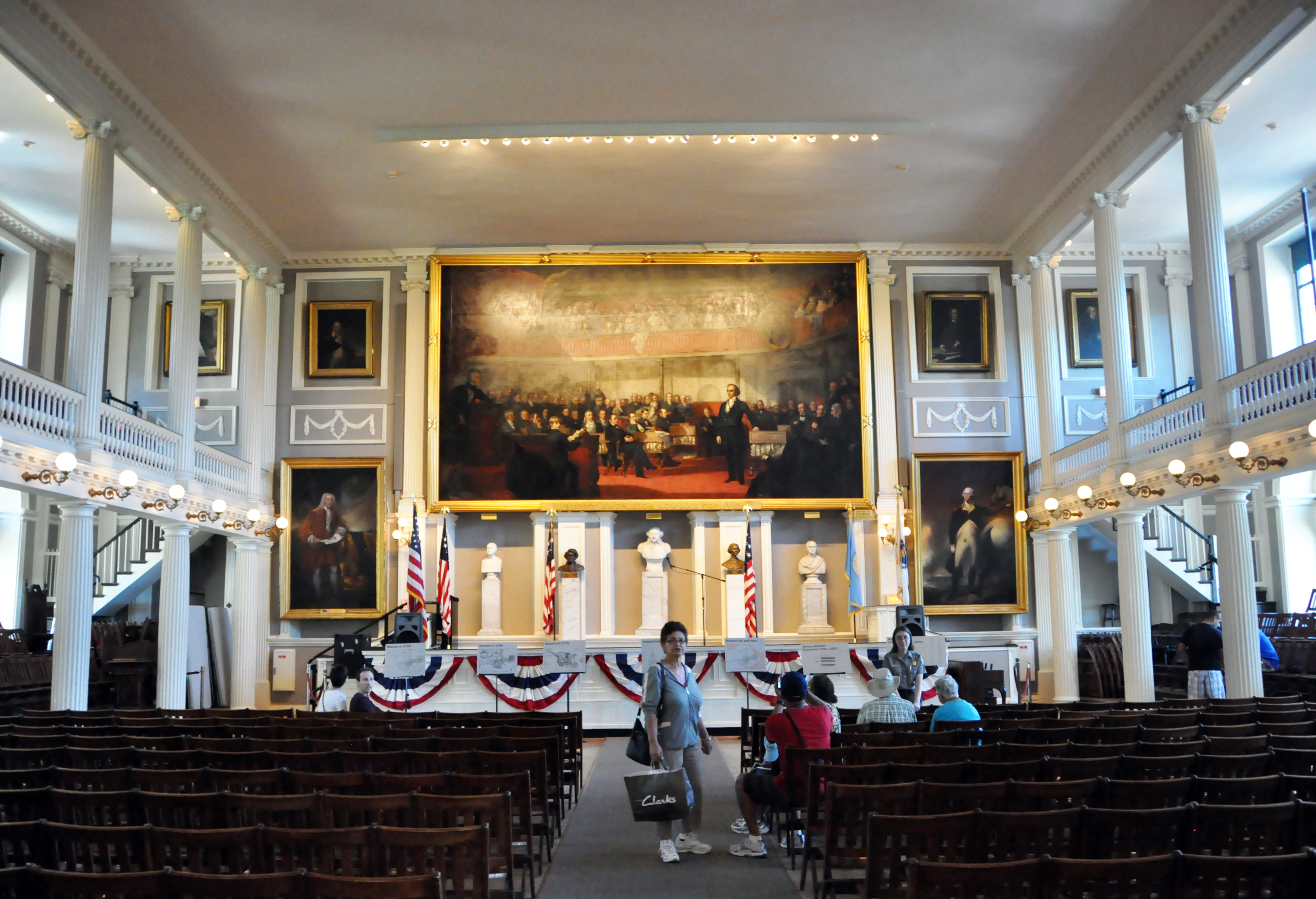
De grote hal in 2010